# 尾崎元次郎
尾崎 元次郎（おざき もとじろう、1870年10月5日（明治3年9月11日）- 1945年（昭和20年）1月9日）は、日本の政治家、実業家。衆議院議員、貴族院議員。

## 経歴
現在の静岡県静岡市出身。尾崎伊兵衛の長男。1890年（明治23年）静岡県立尋常中学校を卒業。
日清戦争・日露戦争に従軍し、陸軍歩兵大尉に昇る。退役後、茶業・林業の経営を行い、静岡銀行監査役、静岡地方森林会議員、静岡市奨兵会長、静岡県勧善会理事、静岡市消防組頭などを務める。
1912年（明治45年）5月の第11回衆議院議員総選挙に静岡県静岡市区から出馬し当選。1917年（大正6年）4月の第13回総選挙まで当選し連続3期を務める。政党は中正会、正交倶楽部に所属した。
その後、静岡市教育会長、静岡精華女学校長、静岡市茶業組合長、静岡盲唖学校理事長、富士製茶社長、静岡貯蓄銀行頭取、三十五銀行取締役、第二次静岡銀行取締役、静岡三十五銀行取締役、静岡市在郷軍人会長、静岡市商工会議所会頭、帝国森林会理事、静岡市警防団長などを務める。また、静岡ボーイスカウトの前身と言える静岡少年団を創設し青少年の社会教育にも尽力した。
1925年（大正14年）静岡県多額納税者として貴族院多額納税者議員に互選され、同9月29日に就任し、同和会に属し1932年（昭和7年）9月28日まで活動した。
1935年（昭和10年）10月、静岡市名誉市長となり1938年（昭和13年）6月まで務めた。また、1942年（昭和17年）10月に再び市長に選ばれて名誉市長として再就任し1944年（昭和19年）8月まで静岡市政を担当した。

## 親族
- 父 尾崎伊兵衛（四代目）
- 母 かつ
- 妻 徳子（野崎彦左衛門（十代目）の娘）
- 長男 孝一
- 長男孝一の妻は、文部・内務・宮内各大臣、枢密院議長などを歴任した一木喜徳郎の三女・家子[5]。
- 次男 忠次（ボーイスカウト日本連盟先達、ボーイスカウト静岡県連盟副連盟長）
- 三男 岩波信平（株式会社東電社創業者、ボーイスカウト日本連盟常任理事）
- 長女 清(きよ)　掛川の岡田分平の妻　分平は、元文部大臣・岡田良平の末弟で養嗣子
- 次女 敬子